# Staticobium latifoliae
Espèce
Staticobium latifoliae est une espèce d'hémiptères de la famille des Aphididae.

## Description
Staticobium latifoliae mesure de 1,5 à 2,5 mm, a une couleur brun foncé à noirâtre, brillants sur l'abdomen et tendant au rougeâtre sur la partie avant du thorax et sur la tête. Les antennes sont brun noirâtre, avec des segments III-V gris jaunâtre ; les pattes sont gris jaunâtre, avec la partie distale des fémurs et des tibias et l'ensemble des tarses foncés. Les cornicules sont pâles sur la base et brun noirâtre distalement, et la queue est jaune paille. La tête présente des tubercules antennes bien développés et divergents. Les antennes sont plus petites ou légèrement plus longues que le corps ; les poils les plus longs du segment III mesurent 0,8 à 1,0 fois le diamètre basal de ce segment. Le rostre atteint la coxa métathoracique, avec le segment rostral apical 0,89 à 1,0 fois la base du deuxième segment tarsien postérieur et avec six à huit poils supplémentaires.
La sclérotisation dorsale de l'aptère est constituée de petits scléroïtes, sur le tergite VIII fusionnant parfois en une bande transversale. Les tubercules marginaux peuvent être complètement absents ou de petits tubercules peuvent être présents sur les segments II-IV. Les cornicules sont subcylindriques, se rétrécissant légèrement vers les sommets et avec la partie réticulée s'étendant sur environ 0,44 à 0,53 de la longueur totale. Les cornicules mesurent 0,23 à 0,28 (0,23 à 0,30) fois la longueur du corps (cf. Staticobium staticis, qui a des siphunculus 0,14 à 0,23 fois le corps, et Staticobium limonii, qui a des cornicules 0,29 à 0,37 fois le corps) ; ils mesurent également 1,45 à 1,79 (1,25 à 2,0) fois la queue (cf. Staticobium staticis, qui a des cornicules 0,9 à 1,5 fois la queue). La queue est plutôt mince et allongée, avec une constriction distincte approximativement au tiers basal ; il porte 8 à 11 poils dorsaux et latéraux. La longueur du corps des aptères adultes est de 1,6 à 2,6 mm. 

## Répartition
Staticobium latifoliae est présent en Asie occidentale, centrale et du Sud (Liban, Iran, Russie, Kazakhstan, Tadjikistan, Pakistan) et en Europe du Sud (Ukraine, Bulgarie, Roumanie, Hongrie, Grèce, Italie, Espagne).

## Plantes hôtes
L'insecte se nourrit dans l'inflorescence et (éventuellement dans une autre saison) sous les feuilles.
Staticobium latifoliae consomme les plantes des espèces Goniolimon tataricum, 
Limonium bellidifolium, Limonium cymuliferum (sv), Limonium girardianum, Limonium gmelinii, Limonium gmelinii subsp. hungaricum, Limonium myrianthum (sv), Limonium vulgare.

## Systématique
Le nom valide complet (avec auteur) de ce taxon est Staticobium latifoliae (Bozhko (d), 1950).
L'espèce a été initialement classée en 1950 dans le genre Turanaphis sous le protonyme Turanaphis latifoliae par Maria Bozhko (d).
Staticobium latifoliae a pour synonymes :
- Staticobium latifolii Bozhko, 1950
- Staticobium tauricum Bozhko, 1961
- Turanaphis latifolia Bozhko, 1950
- Turanaphis latifoliae Bozhko, 1950